# Marcelis van Rijsingen
Marcelis van Rijsingen (Gestel, 20 februari 1743 -  Eindhoven, 30 juli 1795) is een voormalig burgemeester van de Nederlandse stad Eindhoven. 
Van Rijsingen werd geboren als zoon van Wilhelmus van Rijsingen en Sussanna van Mierlo. 
Hij was burgemeester van Eindhoven in 1791 en 1792, en door het "Comité van waakzaamheid" benoemd als raad van de municipaliteit der stad Eindhoven in 1794-1795.
Hij trouwde 1e te Blaarthem op 24 januari 1773 met Helena Kersemakers, dochter van Bartholomeus Karssemakers en Barbara Hurx, gedoopt te Blaarthem op 20 januari 1741, overleden te Gestel op 20 maart 1777. Hij trouwde 2e te Eindhoven op 17 januari 1779 met Jacoba van den Wildenberg, dochter van Walrandus van den Wildenbergh en Adriana van den Grootenbreughel, geboren te Eindhoven op 18 december 1750.